# Biblioteca pública municipal Eugenio Trías
La Biblioteca Pública Municipal Eugenio Trías es una biblioteca que integra la red de bibliotecas del Ayuntamiento de Madrid. Está situada en el n.º 24 de Paseo de Fernán Núñez, en el distrito Retiro de la capital de España. Forma parte del Paisaje de la Luz, un paisaje cultural declarado Patrimonio de la Humanidad el 25 de julio de 2021.

## Historia
Fue inaugurada el 29 de abril de 2013, en honor al filósofo español Eugenio Trías. El edificio que alberga la biblioteca fue originariamente parte de las instalaciones que la Casa de Fieras tenía en el parque del Retiro de Madrid. El proyecto de Jaime Nadal y Sebastián Araujo incluía la rehabilitación de los dos grandes pabellones de la antigua Casa de Fieras y la construcción de un pabellón de nueva planta para la nueva biblioteca.

## Edificio
La Biblioteca Eugenio Trías consta de dos edificios, la antigua Casa de Fieras y un edificio de nueva construcción. La Casa de Fieras del parque del Buen Retiro fue un parque zoológico, inaugurado en 1774 que se encontraba en los denominados Jardines del arquitecto Manuel Herrero Palacios, junto a la Avenida Menéndez Pelayo y que se extendía hasta los Jardines de Cecilio Rodríguez.
El edificio de nueva planta, siguiendo el proyecto de los arquitectos Nadal y Araujo, se llevó a cabo de acuerdo con las directrices del arquitecto Harry Faulker-Brown, especialista en la construcción de bibliotecas públicas.

### Espacios y servicios
Con una superficie de 3794 m2, consta de 185 puestos de lectura, 39 puntos de acceso a internet con lector de pantalla NVDA, que permite a las personas invidentes y con discapacidad visual usar ordenadores. Posee varias salas de trabajo con diferentes capacidades para la realización de actividades de diversa naturaleza, así como una zona de periódicos y revistas, una sala infantil y juvenil.
La biblioteca brinda los servicios de préstamo de libros, multimedia y revistas; acceso público a Internet; acceso al catálogo; zona wifi; servicio de información bibliográfica y servicio animación a la lectura y formación de usuarios.

### Accesibilidad
La Biblioteca Pública Municipal Eugenio Trías cumple con las condiciones y medidas para facilitar la accesibilidad a todas sus instalaciones de acuerdo con la Plataforma Representativa Estatal de Personas con Discapacidad Física (PREDIF).

## Actividades

### Ciclo literario y de cine
La Red de Bibliotecas Públicas Municipales de Madrid y el Centro Sefarad-Israel, han puesto en marcha el ciclo Del libro a la pantalla. El Holocausto a través del cine y la literatura, que se desarrollará en línea del 10 de septiembre de 2021 al 24 de marzo de 2022. Dentro de este ciclo, la biblioteca acogerá una mesa redonda el 28 de octubre de 2021, sobre el libro Un saco de canicas del escritor francés Joseph Joffo.

### 80.ª Feria del Libro
Con motivo de la celebración de la 80.ª Feria del Libro de Madrid, la biblioteca organizó una agenda de actividades de cultura y ocio, que incluyen de presentaciones de libros, entregas de premios, encuentros de autores, entre otras.

## Reconocimientos
En 2020 el trabajo realizado por la biblioteca fue reconocido con el Premio Liber de Fomento de la lectura en bibliotecas abiertas al público, que otorga anualmente la Federación de Gremios de Editores de España.